# Wickelskink
Der Wickelskink (Corucia zebrata), auch Wickelschwanz-Skink genannt, hat eine Gesamtlänge von bis zu 75 Zentimetern. Mit einer Kopf-Rumpf-Länge von 35 Zentimetern ist er der größte Skink der Welt. Er lebt auf den Salomon-Inseln Bougainville, Choiseul, New Georgia, Santa Isabel, Nggela Sule, Guadalcanal, Malaita, Makira, Ugi ni Masi, Owa Raha sowie auf den Shortland-Inseln. Wickelskinke sind Baumbewohner und besiedeln sowohl den Küstenregenwald als auch Bergwälder in Höhen bis zu 1000 Metern.

## Merkmale
Die Tiere sind graugrün bis hell olivgrün gefärbt. Der Rücken ist mit hellen und dunklen Flecken oder Streifen gemustert, woher sich das Artepitheton zebrata herleitet. Die deutschen Namen spielen auf den kräftigen Greifschwanz an, der stark genug ist, dass sich die Echsen allein an ihm festhalten können. Man unterscheidet zwei Unterarten:
- Corucia zebrata alfredschmidti KÖHLER, 1997
- Corucia zebrata zebrata GRAY 1855

## Lebensweise
Wickelschwanz-Skinke sind träge und verbringen den Tag schlafend in den Bäumen. In der Nacht fressen sie und begeben sich dazu auch auf den Erdboden. Sie fressen unter anderem die Blätter der Efeutute und des Pfeffers. Wickelschwanz-Skinke sind lebendgebärend und bringen nach einer Tragzeit von 6 Monaten ein bis zwei Jungtiere zu Welt. Diese sind bei der Geburt 29 bis 33 
Zentimeter lang, bei einer Kopf-Rumpf-Länge von 14 bis 16 Zentimetern. Das Geburtsgewicht beträgt 100 bis 120 Gramm.